# Sista skriket
Pour plus de détails, voir Fiche technique et Distribution.
Sista skriket est un téléfilm suédois d'Ingmar Bergman diffusé le 6 janvier 1995.

## Synopsis
Ceci est une histoire vraie sur Charles Magnusson et Georg af Klercker (en).

## Fiche technique
- Titre original : Sista skriket
- Autre titre : The Last Gasp
- Date de première diffusion :  Suède : 6 janvier 1995
- Tourné en Suisse
- Format : Noir et blanc
- Réalisateur, scénariste : Ingmar Bergman, d'après sa pièce de théâtre éponyme
- Producteur : Måns Reuterswärd
- Compositeur : Matti Bye
- Directeur de la photographie : Per Norén
- Monteuse : Sylvia Ingemarsson

## Distribution
- Ingvar Kjellson : Charles Magnusson
- Björn Granath : Georg af Klercker (en)
- Anna von Rosen (sv) : Miss Holm